# صومعه آرکاجسکی

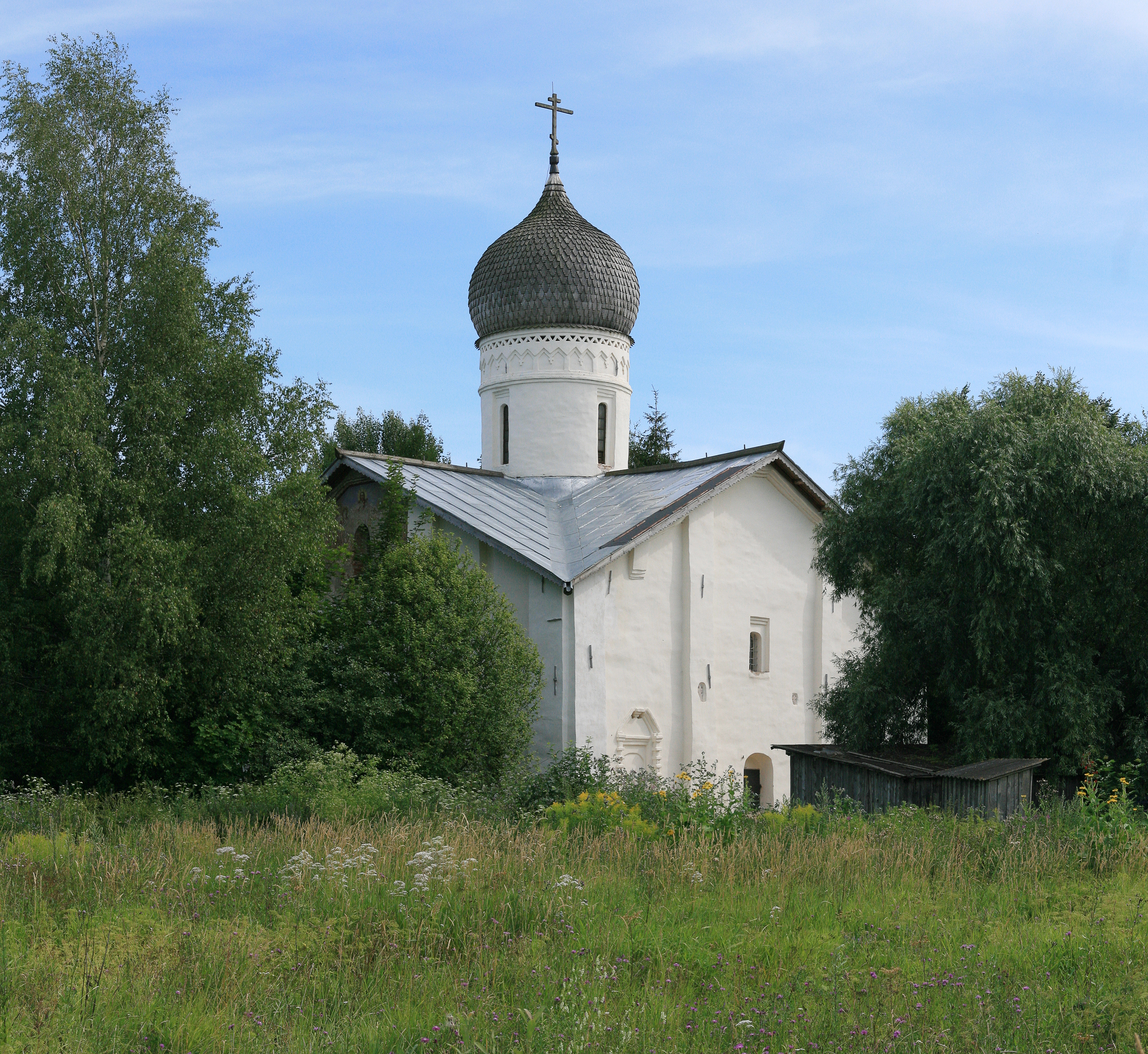
کلیسای فرضیه حضرت مریم

صومعه آرکاجسکی (روسی: Аркажский монастырь) یکی از مهم‌ترین صومعه‌های قرون وسطی نووگورود بزرگ بود. این صومعه حدود دو مایل جنوب شهر و درست غرب صومعه یوریف قرار داشت. از آن امروزه تنها کلیسای فرضیه حضرت مریم باقی مانده است که در جاده منتهی به صومعه یوریف قابل مشاهده است. پایه‌های صومعه قرون وسطی در سال ۱۹۶۱ توسط باستان‌شناسان شوروی حفاری شد.

## تاریخچه
این صومعه توسط آرکادی تأسیس شد و نام خود را از او گرفت، که آن را در سال ۱۱۵۳ قبل از انتخاب به عنوان اسقف نووگورود (۱۱۶۵–۱۱۵۶) تأسیس کرد. او ابتدا یک کلیسای چوبی را بنا کرد. این کلیسا در سال ۱۱۸۸ توسط سیمئون دیباکویتس دوباره ساخته شد و سال بعد توسط اسقف اعظم گاورییل (۱۱۹۲–۱۱۸۶) تقدیس شد. دیگر بویارها، از جمله چندین پوزادنیک، در طول قرن‌ها به گسترش صومعه کمک کردند. در سال ۱۲۰۶، پوزادنیک توریدیسلاو میخایلوویچ کلیسای سیمئون ستوته را بر روی دروازه‌های صومعه ساخت؛ در سال ۱۳۹۵، اسحاق اونکیفوف کلیسای فرشته میکائیل را دوباره در سنگ ساخت؛ این کلیسا در سال ۱۴۰۷ توسط پوزادنیک یوری دمیتریویچ و پسرعمویش یاکوف بازسازی شد.
علاوه بر حمایت از صومعه، حداقل دو پوزادنیک، در واقع یک پدر و پسر، در آنجا راهب شدند: در سال ۱۲۰۶، پوزادنیک میخایلکو در اسکیما، بالاترین سطح رهبانیت مسیحیت شرقی، در صومعه آرکاجسکی پذیرفته شد و در آنجا درگذشت، و نام رهبانی میتروفان را به خود گرفت. در سال ۱۲۲۲، پسرش توریدیسلاو نیز پس از بیماری در صومعه راهب شد.